# Lobos (Fluss)

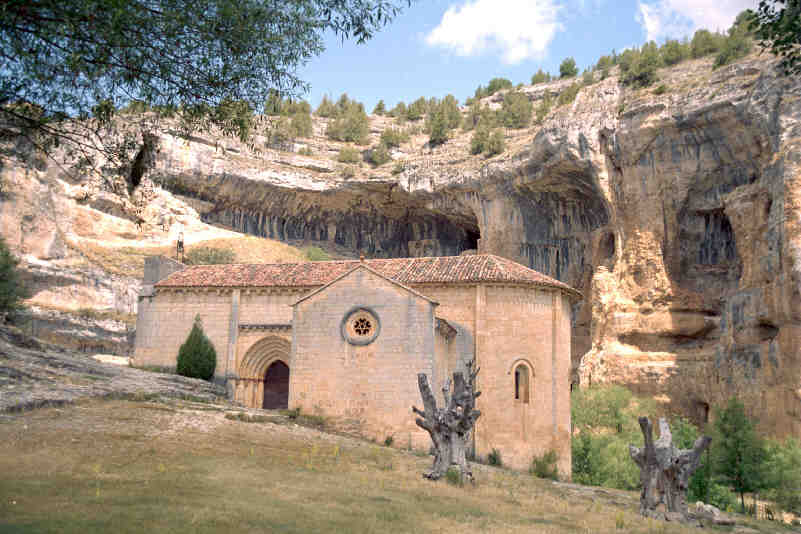
Ermita de San Bartolomé bei Ucero

Der Río Lobos (manchmal auch Río Ucero genannt) ist ein Nebenfluss des Duero. Er entspringt im Südosten der spanischen Provinz Burgos. Rund 75 % seines Flusslaufes befinden sich aber auf dem Gebiet der Provinz Soria in der Autonomen Region Kastilien-León.

## Geographie
Der Río Lobos entspringt auf der Südseite der Sierra de la Demanda. Er fließt zuerst eine kurze Strecke in südöstlicher, danach – abgesehen von einigen Schleifen – in südlicher Richtung und mündet etwa 15 km südlich von El Burgo de Osma in den Duero.

## Zuflüsse
links
- Río Chica
- Río Abión
- Río Sequillo

## Orte
- Hontoria del Pinar
- Ucero
- Sotos del Burgo
- El Burgo de Osma
- La Olmeda

## Sehenswürdigkeiten
Eine große landschaftliche Attraktion ist der im Jahre 1985 eingerichtete und ca. 9580 ha große Parque Natural del Cañon del Río Lobos. Südlich des Parks liegt die kleine Ortschaft Ucero mit der nahegelegenen Ermita San Bartolomé. Sowohl in historischer als auch in kultureller Hinsicht bedeutsam ist die Stadt El Burgo de Osma. Südöstlich von La Olmeda steht ein mittelalterlicher Wachturm (atalaya) aus der Zeit der maurisch-islamischen Besetzung (8.–11. Jahrhundert).